# Giao thông Ba Lan

Mạng lưới đường cao tốc.
Hiện tại
Đang thi công
Dự án

Hệ thống các con đường ở Ba Lan trong mục tiêu xây dựng

## Giao thông đường bộ
Vận tải đường bộ (đường bộ, đường sắt, đường thủy nội địa) là cơ sở cho hệ thống giao thông tích hợp ở Ba Lan, để đáp ứng các nhu cầu của 99% vận tải nội địa, vận chuyển hàng hóa và hành khách. Nó cũng là cầu nối chính (hơn 80%) của nền kinh tế Ba Lan với thị trường Liên minh châu Âu .

### Vận tải đường bộ
Vận tải đường bộ đóng một vai trò quan trọng ở Ba Lan, bởi hơn 85% hàng hóa được vận chuyển bằng xe tải. Ngoài ra, nhiều phương tiện lưu thông quá cảnh giữa Tây Âu, Nam Âu và các quốc gia phía đông lục địa di chuyển qua Ba Lan (như Estonia, Belarus, Litva, Latvia, Nga, Ukraine, Kazakhstan, Azerbaijan, Kyrgyzstan và các quốc gia khác).

Tốc độ cho phép trên đường Ba Lan

Vào cuối năm 2005, 16 triệu xe cơ giới đã được đăng ký tại Ba Lan, bao gồm 12 triệu xe khách. Trong những năm gần đây, đã có sự gia tăng nhập khẩu ô tô đã qua sử dụng từ Tây Âu, khiến doanh số xe mới giảm (từ 632.000 xe vào năm 1999 xuống còn 235.000 xe vào năm 2005). 80% phương tiện tham gia giao thông trên đường Ba Lan là ô tô trên 5 năm tuổi .
Trong năm 2009, vận tải quốc tế được thực hiện bởi 23,865 công ty vận tải và giao nhận có trụ sở tại Ba Lan với 12.863 xe. Năm 2010, con số này đã tăng lên 24,895 công ty. Tổng cộng, các hãng vận tải Ba Lan trong năm 2010 đã có 137,502 xe, bao gồm 6,143 chiếc đạt Tiêu chuẩn khí thải châu Âu bậc Euro3, 26,229 chiếc đạt bậc Euro2, 25,223 chiếc đạt bậc Euro4 và 16,401 chiếc đạt bậc Euro5.
Tính đến năm 2006, đã có 381,000 km đường ở Ba Lan, bao gồm 253,000 km đường nhựa và 127,000 km đường đất. Tháng 12 năm 2011, có gần 1.100 km đường cao tốc; 476,9 km đường hai làn và 325,6 km đường một làn. Tháng 8 năm 2014, đã có 1520,65 km đường cho xe cơ giới; trong đó đường cao tốc chiếm gần 1.400 km.
Theo báo cáo của Văn phòng Kiểm toán Nhà nước 161/2005 về hoạt động của vận tải đường bộ và đường sắt trong những năm 1990-2004 :
- 8% đường quốc gia Ba Lan đáp ứng các yêu cầu của EU về tiêu chuẩn áp lực (115 kN / OS)
- 16,1% đường có vết nứt bề mặt,
- 15,8% đường có bề mặt không bằng phẳng,
- 36,8% đường có đường ray,
- 21,5% đường có đặc tính chống trượt kém
- Có 11 trường hợp tử vong trên 100 vụ tai nạn ở Ba Lan (so với 3 trường hợp tử vong trên 100 vụ tai nạn ở EU).

| Thông số kỹ thuật                                    | 1990  | 1995   | 2000   | 2005   | 2006   | 2007   | 2008   | 2009  | 2010   | 2011   | 2012   | 2013   | 2014   | 2015   | 2016   |
| ---------------------------------------------------- | ----- | ------ | ------ | ------ | ------ | ------ | ------ | ----- | ------ | ------ | ------ | ------ | ------ | ------ | ------ |
| Đường công cộng có bề mặt cứng (tính bằng nghìn km): | 218,4 | 237,1  | 249,8  | 253,7  | 255,5  | 258,9  | 261,2  | 268,3 | 273,7  | 280,4  | 280,7  | 283,5  | 287,6  | 290,9  |        |
| Đường cao tốc (tính bằng km):                        | 212   | 246    | 358    | 552    | 663    | 663    | 765    | 849   | 857    | 1070   | 1365   | 1482   | 1556   | 1559   | 1637   |
| Số lượng xe đăng ký (các loại):                      | 9041  | 11 186 | 14 106 | 16.816 | 18.035 | 19.472 | 21.337 | 22025 | 23.037 | 23.853 | 24.876 | 25.684 | 26.472 | 27.409 | 28.601 |
| Số lượng xe tải đã đăng ký (các loại):               | 1045  | 1354   | 1879   | 2305   | 2393   | 2521   | 2710   | 2797  | 2982   | 3079   | 3178   | 3242   | 3341   | 3428   | 3541   |

Tuyến đường quan trọng:

Lưu lượng xe tải hàng ngày năm 2015

- từ Jakuszyce ở biên giới Ba Lan-Séc qua Zielona Góra, Gorzów Wielkopolski và Szczecin đi bằng phà từ Świnoujście đến Ystad ở Thụy Điển (E65 - đường số 3);
- từ biên giới Ba Lan-Đức ở [./https://pl.wikipedia.org/wiki/%C5%9Awiecko Świecku] qua Poznań và Vác-sa-va đến biên giới với Belarus ở Terespol và xa hơn tới Minsk và Moscow (E30 - đường số 2);
- từ biên giới Ba Lan-Đức ở Zgorzelec qua Wrocław, Opole, Gliwice, Katowice, Kraków, Tarnów, Rzeszów và Jarosław đến biên giới với Ukraine ở Korczowa và xa hơn đến Kiev (E40 - đường số 4).

Ngoài ra, những phần nối dài của các con đường châu Âu được xây dựng ở Ba Lan:
- tuyến E75 từ biên giới Ba Lan-Séc ở Cieszyn, qua Bielsko-Biała, Katowice, Toruń và Łódź, để qua phà từ Gdańsk đến Helsinki, đây là đường cao tốc A1 đang được xây dựng

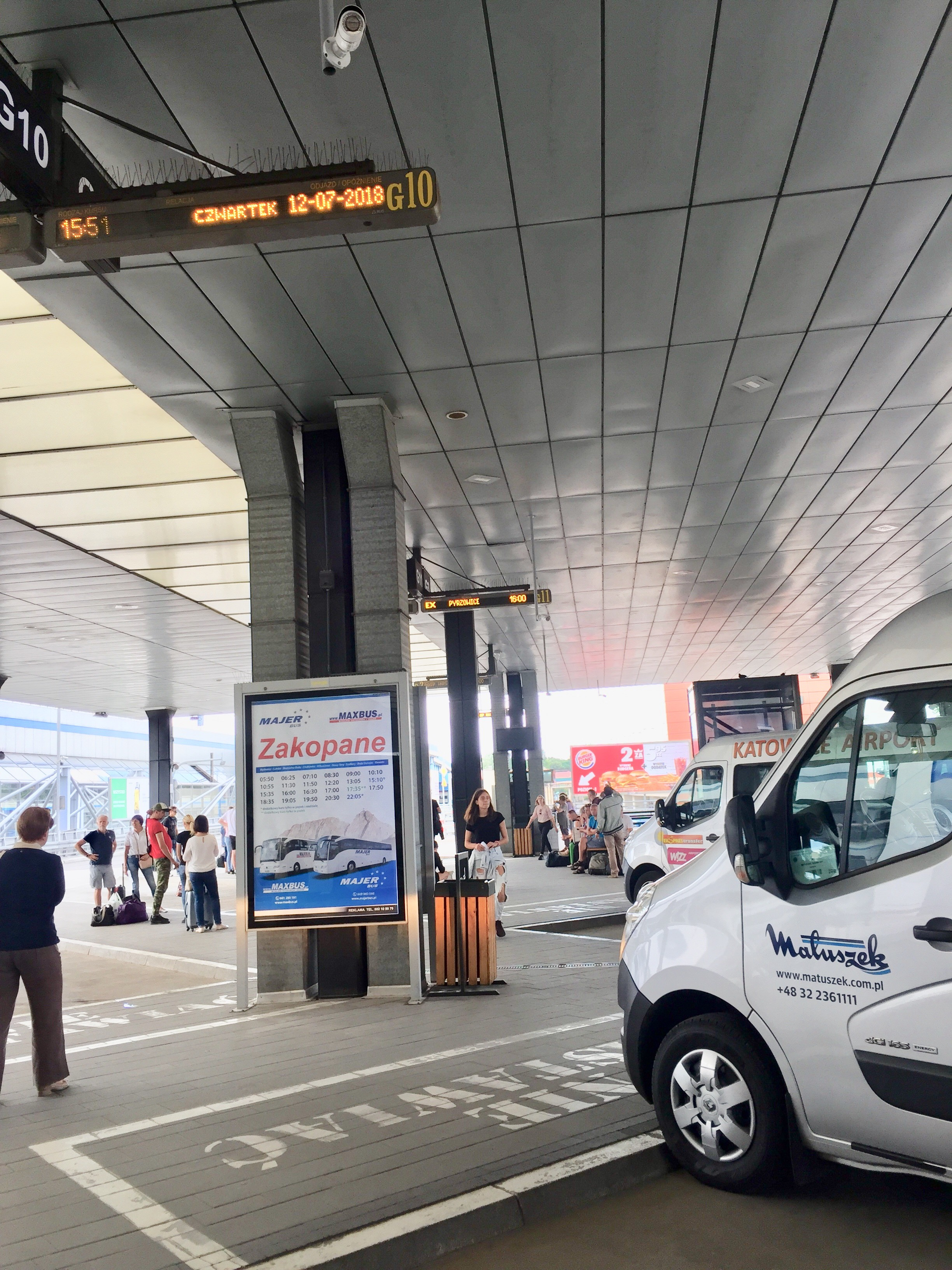
Bến xe bus

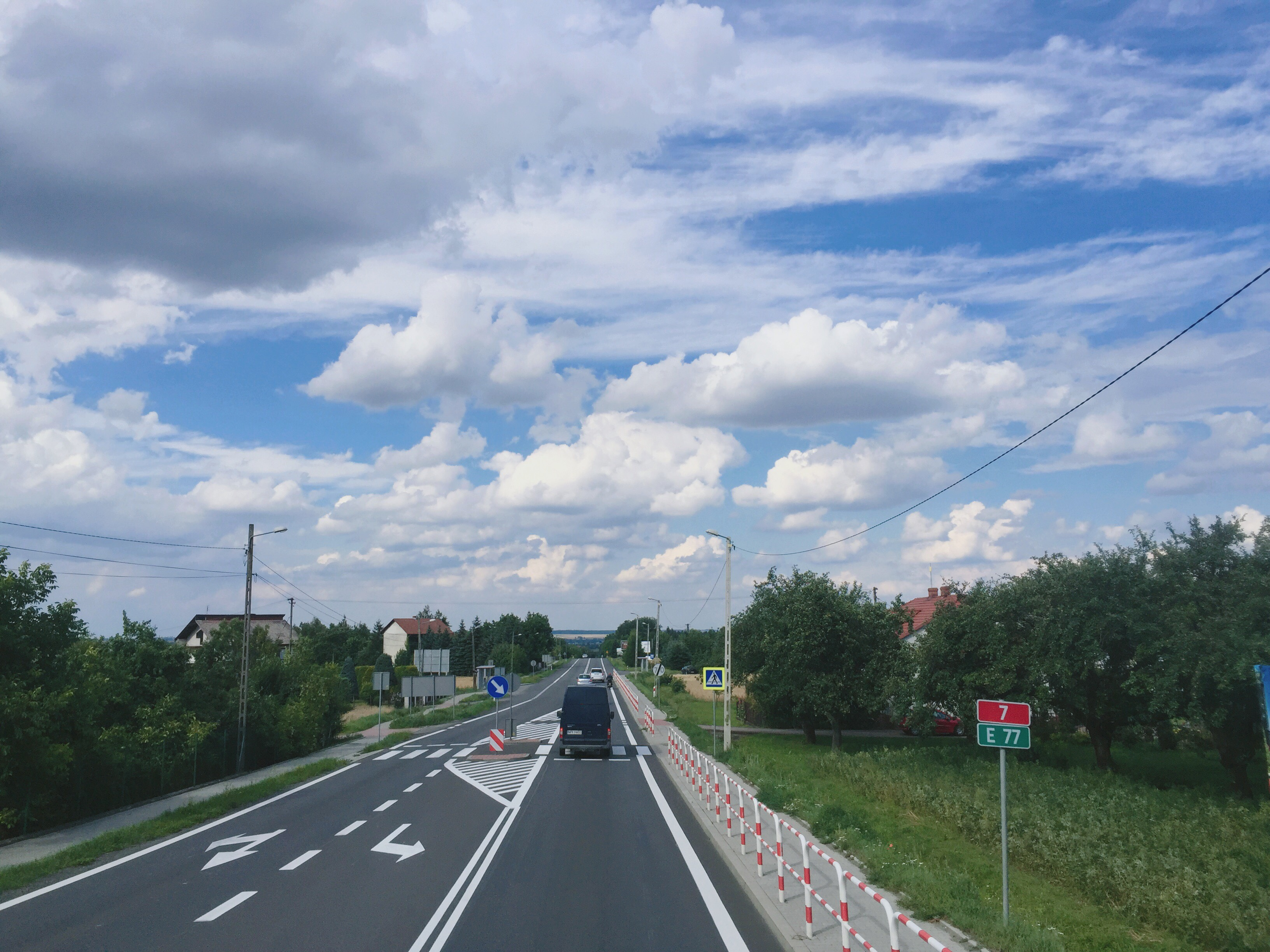
Đường ở Ba Lan

- Bến xe busĐường ở Ba LanE67 (đường số 8) chạy qua tất cả Ba Lan - từ biên giới với Litva ở Budzisko đến biên giới Séc ở Kudowa-Zdrój. Tuyến đường dài 790 km (phần Ba Lan) này sẽ trở thành một phần của Via Baltica- kết nối đường bộ quan trọng nhất giữa các nước Baltic, nối với Phần Lan, Estonia, Latvia và Litva với Nam và Tây Âu.

### Vận tải đường sắt

Mạng lưới đường sắt ở Ba Lan

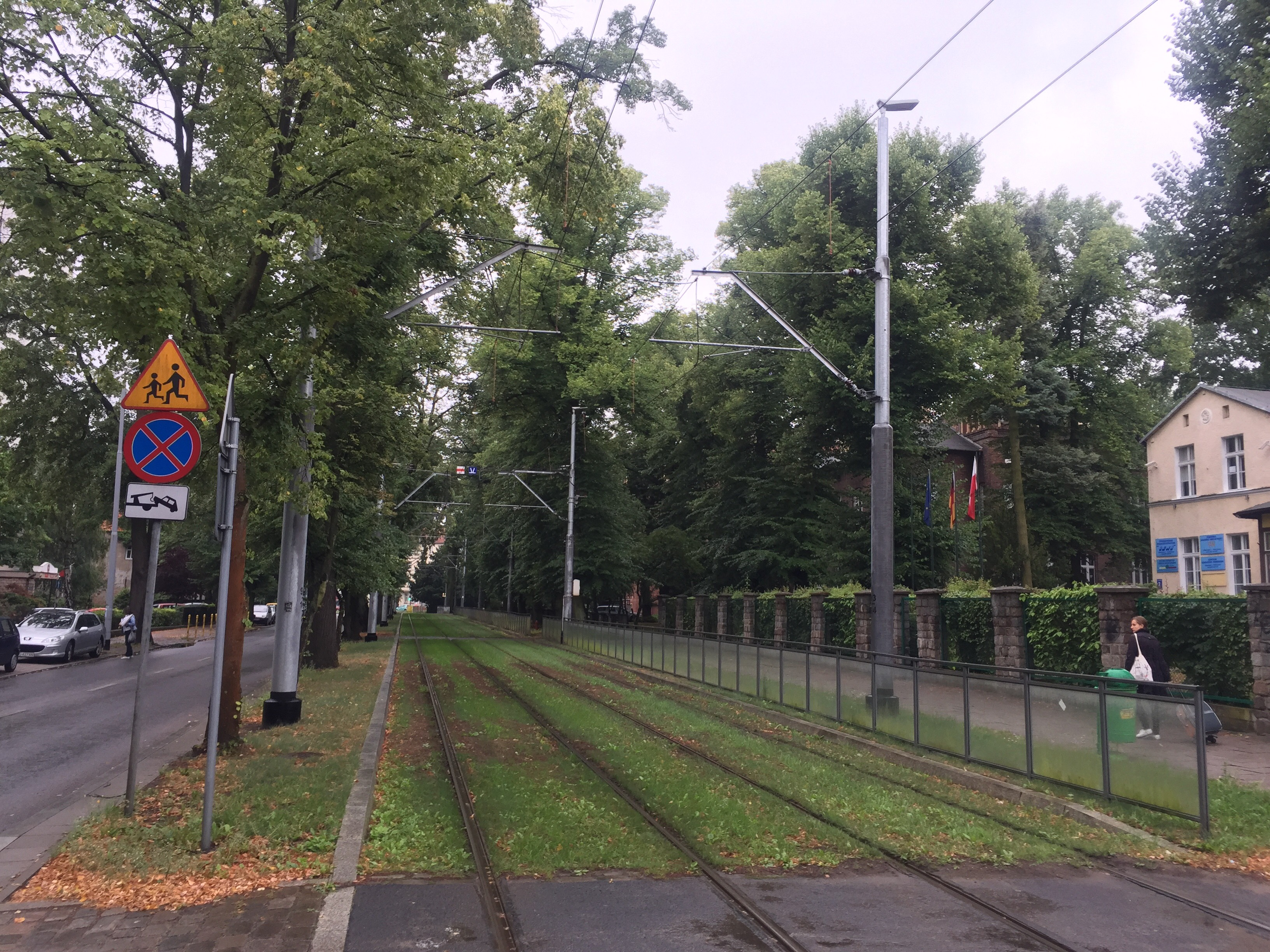
Đường ray tàu điện trong thành phố (Szczecin, Ba Lan)

Công ty quản lý phần lớn các tuyến đường sắt là PKP [./https://pl.wikipedia.org/wiki/Polskie_Koleje_Pa%C5%84stwowe Polskich Kolei Państwowych], thuộc sở hữu của Đường sắt Nhà nước Ba Lan. Các hãng vận tải hành khách lớn cũng được đưa vào Tập đoàn PKP - PKP Intercity và Przewozy Regionalne, thuộc sở hữu của chính quyền tỉnh. Mạng lưới đường sắt tốc độ cao (SKM) tại các thành phố lớn có đóng góp quan trọng trong giao thông, ví dụ như: SKM Vác-sa-va, Đường sắt Vác-sa-va, PKP Đường sắt đô thị tốc độ cao ở [./https://pl.wikipedia.org/wiki/PKP_Szybka_Kolej_Miejska_w_Tr%C3%B3jmie%C5%9Bcie Trójmieście]. Ngày 31 tháng 12 năm 2009, chiều dài của các tuyến đường sắt đang hoạt động thuộc hệ thống giao thông đường sắt ở Ba Lan là 19,336 km , bao gồm 11 830,6 km đường điện khí hóa . Năm 2012, kết nối đường sắt nhanh nhất giữa các thành phố lớn của Ba Lan là: Wrocław - Poznań (2 tiếng rưỡi), Poznań - Gdańsk (3 tiếng rưỡi), Gdańsk - Vác-sa-va (5 tiếng), Vác-sa-va - Wrocław (5 tiếng).

#### Cơ sở hạ tầng đường sắt
Phần lớn cơ sở hạ tầng đường sắt ở Ba Lan thuộc sự quản lý của PLK SA. Mỗi hãng vận tải khi tham gia vào hệ thống sẽ phải trả một khoản phí.
Tổng chiều dài của các tuyến đường sắt là 20.665 km .
Các ga đường sắt được quản lý bằng các phương tiện đặc biệt và đã được phân loại theo thang bốn cấp: có giám sát, có tiện nghi cho người khuyết tật, có nhà vệ sinh mở và có phòng vé.
Các tuyến đường sắt quan trọng của Ba Lan theo tiêu chuẩn giao thông quốc tế bao gồm:
- E30: biên giới với Đức - Legnica - Wrocław - Katowice - Kraków - biên giới với Ukraine;
- E20: biên giới với Đức - Poznań - Vác-sa-va - biên giới với Belarus;
- E65: biên giới với Cộng hòa Séc - Katowice - Vác-sa-va - Gdynia.

#### Hãng vận tải đường sắt
Công ty đường sắt lớn nhất Ba Lan là tập đoàn PKP SA, bao gồm nhiều công ty:
- Công ty Đường sắt Ba Lan PKP SA - chịu trách nhiệm quản lý cơ sở hạ tầng,
- Công ty vận tải PKP Cargo SA - chịu trách nhiệm vận chuyển hàng hóa,
- Công ty liên tỉnh PKP Intercity Sp. z o.o - vận chuyển liên chuyến EC, IC, EIP cũng như vận tải hành khách liên khu vực, được nhận trợ cấp từ ngân sách nhà nước (TLK).

Từ PKP SA, Công ty liên tỉnh PKP Intercity Sp. z o.o đã được tách ra và chuyển giao cho chính quyền địa phương tự quản lý, chủ yếu phục vụ hành khách địa phương và giao thông liên tỉnh. Công ty liên tỉnh PKP hiện là hãng vận tải hành khách lớn nhất trong cả nước .
Ở tỉnh Mazowieckie, hành khách chủ yếu sử dụng dịch vụ giao thông đường sắt của công ty Koleje Mazowieckie, Đường sắt Vác-sa-va và Đường sắt thành phố tốc độ cao của Vác-sa-va. Khác với các công ty của nhóm PKP, những công ty này thuộc sở hữu của chính quyền địa phương.
Tại [./https://pl.wikipedia.org/wiki/Tr%C3%B3jmiasto Trójmieście] và Vác-sa-va có các tuyến đường sắt đô thị di chuyển dọc theo đường ray PLK (SKM). Bản mẫu:Mainsec Ở Silesia, dịch vụ của tuyến đã được hãng vận tải Koleje ląskie tiếp quản.
Ngoài ra còn có nhiều hãng không liên kết với nhóm PKP (bao gồm nhiều hãng tư nhân), chủ yếu vận tải hàng hóa. Một số hãng cũng có giấy phép vận chuyển hành khách .

### Vận tải thủy nội địa
Giao thông thủy nội địa tương đối phát triển ở Ba Lan. Điều kiện tự nhiên thuận lợi với nhiều hồ chứa nước (Biển Baltic, sông có thể điều hướng như: Wisła, Odra, Warta và Noteć, hồ Szczeciński, hồ Vistula,...) cho phép Ba Lan phát triển về giao thông đường thủy và thuyền buồm.

#### Cảng sông
Hầu hết các bến cảng sông được liên kết với sông Oder; (Cảng Gliwice, cảng tại Kedzierzyn-Kozle, cảng Miejski ở Wroclaw, Cảng Popowice ở Wroclaw, cảng Malczyce ở Cigacice, cảng Kostrzyn, Szczecin, Police, Stepnica). Trên sông Warta có một cảng sông nằm tại Poznań và trên sông Vistula ở Vác-sa-va có ba cảng: cảng Czerniakowski, cảng Praski và cảng Żerański.

## Vận tải hàng không

Các sân bay ở Ba Lan và số lượng hành khách thống kê được năm 2016

Hàng không dân dụng ở Ba Lan được bắt đầu khai thác vào năm 1919, mở đầu bởi chuyến bay chở khách đầu tiên từ Poznań đến Vác-sa-va. Năm 1923, các đường bay thông thường từ Vác-sa-va đến Gdańsk và Lwów đã được mở. Vào năm 1929, công ty LOT Ba Lan Airlines được thành lập.

### Hãng hàng không
Các hãng hàng không Ba Lan là: PLL LOT và Enter Air. Các hãng hàng không nước ngoài cũng hạ cánh tại các sân bay Ba Lan, bao gồm Aer Lingus, Aeroflot, Aerosvit, Air France, Alitalia, Áo Airlines, Belavia, Blue1, British Airways, Brussels Airlines, Czech Airlines, easyJet, El Al, Finnair và Germanwings., Jet2.com, KLM, Lufthansa, Na Uy, Ryanair, Scandinavian Airlines System, Swiss International Air Lines, Turkish Airlines, Wizz Air và một số hãng nhỏ hơn.
Các hãng hàng không Ba Lan có các loại máy bay như: Airbus A319, Airbus A320, Saab 340, ATR (42 và 72), Embraer (145, 195 170, 175) và Boeing (737, 767, 787 Dreamliner),...

### Các sân bay
Các sân bay dân dụng (có một đường băng bê tông), theo số liệu hàng không bao gồm: Warszawa-Okecie, Krakow-Balice, Wroclaw Copernicus, Pyrzowice, Gdańsk-Rebiechowo, Ławica, Lodz-Lublinek, Rzeszow-Jasionka, Szczecin-Goleniów, Bydgoszcz-Szwederowo, Lublin-Świdnik, Zielona Góra-Babimost, Vác-sa-va-Modlin (từ năm 2012). Ngoài ra, còn có nhiều sân bay khác thuộc Câu lạc bộ Hàng không.

Mạng lưới đường hàng không giữa các thành phố Ba Lan rộng khắp; phần lớn trung chuyển qua Sân bay Frédéric Chopin Warszawa

## Vận tải biển

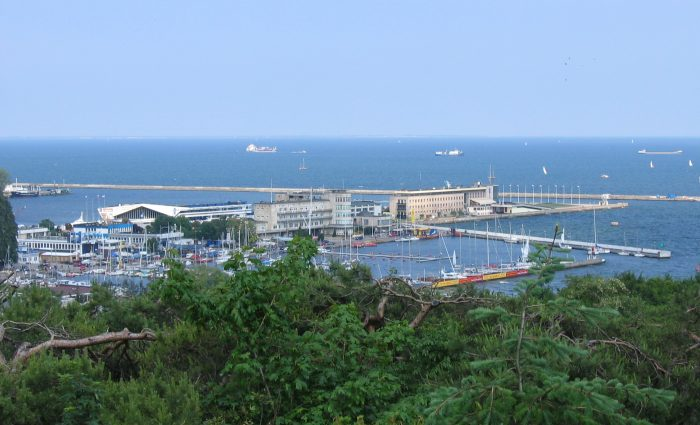
Cảng biển ở Gdynia

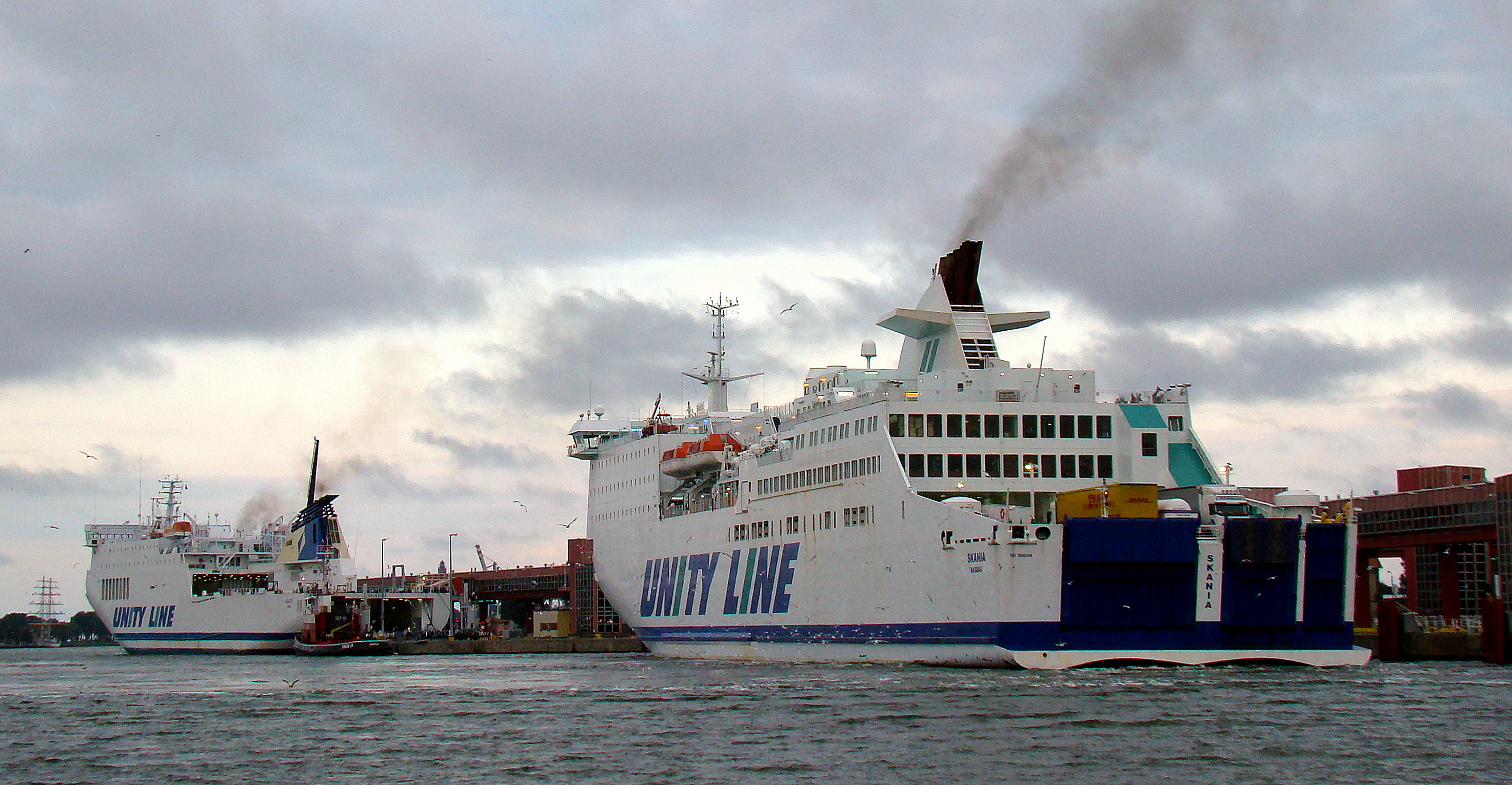
Phà Ba Lan tại cảng Świnoujście

### Cảng biển
Ba Lan có 4 cảng biển có tầm quan trọng hàng đầu đối với nền kinh tế quốc gia: Gdańsk, Szczecin, Gdynia và [./https://pl.wikipedia.org/wiki/Port_morski_%C5%9Awinouj%C5%9Bcie Świnoujście]. Các cảng biển khác có bến tàu trung chuyển là : Elbląg, Darłowo, Dziwnów, Kołobrzeg, Police, Stepnica, Ustka và Władysławowo.
Một số cảng của Ba Lan có đặc tính sông-biển, ví dụ: Szczecin, Police và Stepnica.

### Phà
Ở Ba Lan có các chuyến phà nối giữa Świnoujście với Ystad, Trelleborg, Copenhagen; nối Kołobrzeg với Nexø, Gdańsk với Nynäshamn (Thụy Điển); và giữa Gdynia với Karlskrona. Ngoài ra, vào mùa hè, có một chuyến phà nối Świnoujście với Rønne.

## Giao thông đô thị
Giao thông đô thị ở Ba Lan bao gồm chủ yếu là xe buýt và xe điện. Có hai tuyến tàu điện ngầm ở Vác-sa-va. Xe điện tốc độ cao hoạt động tại Poznań, Krakow, Szczecin, Vác-sa-va (Xe điện Plus) và ở Lodz (Xe điện vùng Lodz - một phần của tuyến xe điện dài nhất châu Âu). Ngoài ra, xe điện bánh hơi chạy ở Lublin, Gdynia và Tychy. Bản mẫu:MainsecBản mẫu:MainsecBản mẫu:MainsecBản mẫu:Mainsec

### Xe đạp
Ở nhiều thành phố, việc xây dựng đường dành cho xe đạp và người đi bộ đang được tiến hành. Mạng lưới các tuyến đường xe đạp năng động nhất được phát triển ở các thành phố lớn: Gdańsk, Gdynia, Kraków, Wrocław, Zielona Góra, Bydgoszcz, Vác-sa-va, Toruń, Poznań và Szczecin. Đường cho xe đạp cũng xuất hiện ở các thành phố vừa và nhỏ và các khu vực nông thôn, ví dụ như ở Szczecin Stargard, Swinoujscie, Police, Koszalin, Bialogard, Trzebież, Pilch, Siedlicach, Przecław, Warzymicach, Lipniku và Zieleniewo.
Trong những năm gần đây, xe kéo bắt đầu xuất hiện ở Ba Lan, đầu tiên là ở Łódź vào năm 1998, sau đó ở Ciechocinek, Vác-sa-va, Krakow và một số thành phố khác. Chúng chủ yếu được sử dụng như taxi hay phương tiện quảng cáo di động.

## Giao thông vận tải

### Vận chuyển đường ống
Vận chuyển đường ống chủ yếu được sử dụng để vận chuyển dầu thô và các sản phẩm dầu mỏ, khí đốt tự nhiên, than đá và nước. Năm 1995, 2,300 km mạng lưới đường ống dẫn dầu chính được khai thác ở Ba Lan, với hơn 33 triệu tấn dầu thô và các dẫn xuất của nó. Các đường ống quan trọng nhất bao gồm đường ống "Przyjaźń" và đường ống dẫn dầu nối từ Gdańsk đến Płock.
Mạng lưới đường ống dẫn khí rất phát triển. Nó có độ dài khoảng 15,000 km. Tất cả các trung tâm công nghiệp lớn đều có đường ống ga. Mạng lưới đường ống khí đốt đang được mở rộng ở Lower Silesia.
Ngoài ra còn có những đường ống dẫn nguồn nước ở Ba Lan. Chúng nối hồ chứa Zegrzyńskie với Vác-sa-va, hồ chứa Sulejowski với Łódź, và các hồ chứa Goczałkowicki và Żywiecki với Silesian.

### Vận tải năng lượng điện
Mạng lưới điện ở Ba Lan bao gồm các đường dây cao thế, chủ yếu là 400 kV và 220 kV, kết nối các nhà máy điện với các trạm biến áp lớn được đặt ở những nơi tiêu thụ điện năng cao nhất, và từ các đường dây cung cấp điện cho các trạm biến áp địa phương, cũng như cho người tiêu dùng cá nhân.

## Luật giao thông
Bản mẫu:Mainsec